# Malin Wester-Hallberg
Magdalena (Malin) Wester-Hallberg, född Wester 12 mars 1875 i Malmö Karoli församling, Malmöhus län, död 3 maj 1928 i Johannes församling, Stockholms stad, var en svensk läkare. Hon var dotter till Philip Wester och från 1904 gift med Ivar Hallberg.
Efter studentexamen vid Lyceum för flickor i Stockholm 1893 blev hon medicine kandidat 1899 i Uppsala, medicine licentiat 1904 i Stockholm. Hon var vikarierande läkare vid Mjölkdroppen i Stockholm somrarna 1904 och 1905, tillförordnad läkare vid Allmänna och Södra poliklinikerna 1910 och 1911 samt 1915–1919 i kortare perioder och läkare vid Detthowska skolan i Stockholm och undersökningsläkare vid Stockholms folkskolor från 1919. Hon var praktiserande läkare i Stockholm 1904–1906, i Malmö 1906–1909 och åter i Stockholm från 1909. Hon var lärare i hälsolära vid Ateneums skolköksseminarium 1918–1919 samt vid andra flickskolor.
Wester-Hallberg var ordförande i Föreningen för kvinnans politiska rösträtt i Malmö 1907–1909 och styrelseledamot i motsvarande förening i Stockholm 1910–1912. Hon var suppleant i pensionsnämndens i Stockholm fjärde avdelning från 1919 och vice ordförande i Svenska Kvinnors Nationalförbund 1919–1927 samt dess ordförande från 1927.
Makarna Hallberg gravsattes i Gustav Vasa kyrkas kolumbarium vid Odenplan i Stockholm.